# 엘리자베스 그라센
엘리자베스 그라센(1961년 4월 3일 ~)은 미국의 배우다. 1982년에 미스 아메리카에 선발되었으며, 1987년 영화 《Three for the Road》로 배우로 데뷔했다.

## 출연 작품
- 댄스 포 조이 (2016)
- 평행이론: 도플갱어 살인 (2013)
- 우주 전쟁: 걸라이어스 (2012)
- 카운터 피트 (1996)
- 즉결 심판 (1995)
- 파이널 미션 (1994)
- 의혹의 덫 (1993)
- 시간의 모래밭 (1992)
- 하이랜더 - TV 시리즈 (1992)
- 레니게이드 (1992)
- 사랑 모니터 그리고 비상구 (1992)
- 뱀파이어의 일몰 (1990)
- 위험한 장난 (1990)
- 죽음의 표적 (1990)